# Tomamae (Hokkaidō)
Tomamae (jap. 苫前町, -chō) ist eine Kleinstadt im Landkreis Tomamae in der Unterpräfektur Rumoi auf Hokkaidō.

## Etymologie
Der Name Tomamae stammt von Ainu toma-oma-i, was „Ort mit den Corydalis ambigua“ bedeutet, die auch die Stadtblumen sind.

## Geografie
Die Stadt wird vom Kotambetsu (古丹別川, -gawa) durchflossen.

## Geschichte
März 1880 wurde das Rathaus errichtet und damit das mura (Dorf) Tomamae (苫前村, -mura) geschaffen. Im Dezember desselben Jahres wurden Yagishiri (焼尻村, -mura) und Teuri (天売村, -mura) auf den jeweiligen gleichnamigen vorgelagerten Inseln Teuri und Yagishiri als eigenständige Dörfer entlassen. August 1888 wurde das Dorf Shiroshitomari (白志泊村, -mura) eingemeindet. Am 3. Februar 1894 wird das Dorf Haboro (羽幌村, -mura) gegründet und am 15. Juli 1897 als eigenständig ausgegliedert sowie Shiroshitomari aufgelöst. Am 1. April 1902 wird das Dorf Rikibiru (力昼村, -mura) eingemeindet und Tomamae zur Gemeinde 2. Klasse ernannt. Am 1. April 1915 erfolgt die Ernennung zur Gemeinde 1. Klasse.
Vom 9. bis 14. Dezember 1915 fand im Ortsteil Sankebetsu der der Sankebetsu-Braunbär-Zwischenfall (三毛別羆事件, Sankebetsu higuma jiken) statt bei dem 7 Menschen von einem 380 kg schweren und 2,7 m großen Braunbären getötet und 3 schwer verletzt wurden.
Am 1. Oktober 1948 erfolgte die Ernennung zur Chō.

## Sehenswürdigkeiten
In Tomamae befindet sich eine hölzerne Statue einer elfköpfigen Kannon (木造十一面観音立像, mokuzō jūichimen Kannon ritsuzō). Diese wurde 1996 dem heute aufgegebenen Tempel Kimpō-in (金宝院) geschenkt. Am 20. März desselben Jahres wurde sie zum materiellen Kulturschatz der Präfektur ernannt und war damit der erste.

## Verkehr
Tomamae hat Anschluss an die Nationalstraße 232 nach Teshio und Rumoi. Präfekturstraßen die die Ortsgrenzen durchqueren sind die Präfekturstraßen 437, 483, 582, 741, 742, 1049, 1062 und 1063. Entlang der 1049 befinden sich die Ruinen der Sankebetsu-Siedlung, so dass die Straße auch Bear Road (ベアーロード, Beā rōdo) genannt wird und mit Bärenbildern ausgeschildert ist.
Sämtliche frühere Zugverbindungen nach Tomamae wurden eingestellt. Die 1987 vollständig eingestellte Haboro-Linie der staatlichen JNR nach Rumoi und Horonobe hielt an dem Bahnhof Rikibiru, dem Haltepunkt Ban’yanosawa, den Bahnhöfen Kotambetsu, Uehira, Tomamae und dem Haltepunkt Okotsu. Privatbahnen waren die Kotambetsu Shirin Tetsudō (古丹別森林鉄道, dt. „Forstbahn Kotambetsu“) und die Haboro Tankō Tetsudō (羽幌炭礦鉄道, dt. „Kohlebahn Haboro“) mit der Kami-Haboro-Linie (上羽幌線).

## Wirtschaft
Die Hauptwirtschaftszweige von Tomamae sind Küstenfischerei, Landwirtschaft (hauptsächlich Reis), Milchwirtschaft und Forstwirtschaft.
Ein Großteil der Energie wird über Windkraftanlagen erzeugt.

## Bildung
In Tomamae befinden sich die Grundschulen Kotambetsu und Tomamae, die Mittelschulen Kotambetsu und Tomamae, sowie die Handelsoberschule Hokkaidō-Tomamae.
In Tomamae befindet sich Erdbeben-Diastrophismus (Erdkrustenbewegungen)-Beobachtungsstation der naturwissenschaftlichen Fakultät der Universität Hokkaidō.

## Städtepartnerschaften
Partnerstadt von Tomamae war seit 1981 die etwa 15.000 Einwohner zählende Kleinstadt Nagashime in der Präfektur Mie. Jene wurde 2004 nach Kuwana eingemeindet, so dass diese mehr als 140.000 Einwohner zählende Großstadt diese Rolle übernahm.

## Angrenzende Städte und Gemeinden
- Unterpräfektur Rumoi:
  - Haboro
  - Obira
- Unterpräfektur Sorachi:
  - Horokanai